# Bahnhof Roßlau (Elbe)
Der Bahnhof Roßlau (Elbe) ist ein Personen- und Güterbahnhof im Stadtgebiet von Dessau-Roßlau in Sachsen-Anhalt und die wichtigste Station im nordelbischen Ortsteil Roßlau.

## Anlage
Das Empfangsgebäude befindet sich auf der Ostseite der Gleise. Das Gleis 1 liegt als Hausbahnsteig am Empfangsgebäude, das Gleis 2 an einem Seitenbahnsteig, die Bahnsteighöhe beträgt jeweils 55 cm. Verbunden sind sie über einen Personentunnel am Südende, der frühere Bahnsteigtunnel am Nordende wurde im Zuge des Bahnhofsumbaus abgebrochen und durch eine Überführung ersetzt.
Der Bahnhof ist als Trennungsbahnhof angelegt. Nördlich des Personenbahnhofs zweigt die Bahnstrecke Roßlau–Falkenberg in Form eines Gleisdreiecks in Richtung Nordosten von der Bahnstrecke Trebnitz–Leipzig ab. An ihr liegt der ehemals bedeutende Güterbahnhof Roßlau. Er ist mittels Verbindungskurven an die anderen Strecken angebunden, liegt heute jedoch weitgehend brach. Weiterhin endet hier die Bahnstrecke Wiesenburg–Roßlau.
Ein Anschlussgleis führt vom Personenbahnhof zur westlich gelegenen Roßlauer Schiffswerft.
Unmittelbar südlich des Bahnhofs Roßlau befindet sich die Eisenbahnbrücke über die Elbe.

## Geschichte
Bereits 1841 errichtete die Berlin-Anhaltische Eisenbahn-Gesellschaft beim Bau ihrer Stammstrecke von Berlin über Wittenberg und Dessau nach Köthen ein erstes Bahnhofsgebäude in Roßlau. Der Streckenabschnitt Dessau–Roßlau–Coswig wurde am 17. August 1841 feierlich eröffnet. Bereits am 10. September 1841 war die Strecke durchgängig bis zum Anhalter Bahnhof in Berlin in Betrieb. Die Kosten für das erste kleine Gebäude wurden mit 2169 Talern angegeben. Bereits im darauffolgenden Jahr kam ein Anbau für ein „Post-Expeditions-Lokale“ hinzu.
Im Jahr 1866 wurde das heutige Hauptgebäude des Bahnhofs errichtet und im folgenden Jahr der etwas weiter nördlich stehende Vorgängerbau abgebrochen. Eine Erweiterung der Gleisanlagen erfolgte dann in den 1870er Jahren, infolge der Weiterführung der Anhaltischen Leopoldsbahn nach Magdeburg und des Baus der Bahnstrecke Wittenberg–Falkenberg. Der hierdurch stark ansteigende Güterverkehr – insbesondere zum Transport von oberschlesischer Steinkohle – machte die Errichtung eines direkten Verbindungsgleises zwischen der Wittenberger und der Zerbster Strecke erforderlich; die heutige „Eisenbahninsel“ innerhalb des Gleisdreiecks entstand. Auch der Grundstock des heutigen Güterbahnhofs wurde in dieser Zeit gelegt, eröffnet wurde dieser am 15. Oktober 1877.
Um für den Personenverkehr zwischen Magdeburg/Zerbst und Coswig/Wittenberg eine durchgehende Verbindung zu ermöglichen, wurde in der westlichen Spitze der „Eisenbahninsel“ ein zweiter Bahnhof („Roßlau Neue Station“) errichtet und am 15. Mai 1876 eröffnet. Für die in der Relation durchgehend Reisenden stellte dies eine kleine Verbesserung dar, für alle anderen jedoch eine erhebliche Verschlechterung, da Züge der Relation Zerbst–Dessau nun alternierend auf dem alten Bahnhof oder auf der neuen Station hielten. In der Folge wurde die „Neue Station“ bereits am 15. Oktober 1883 wieder geschlossen.

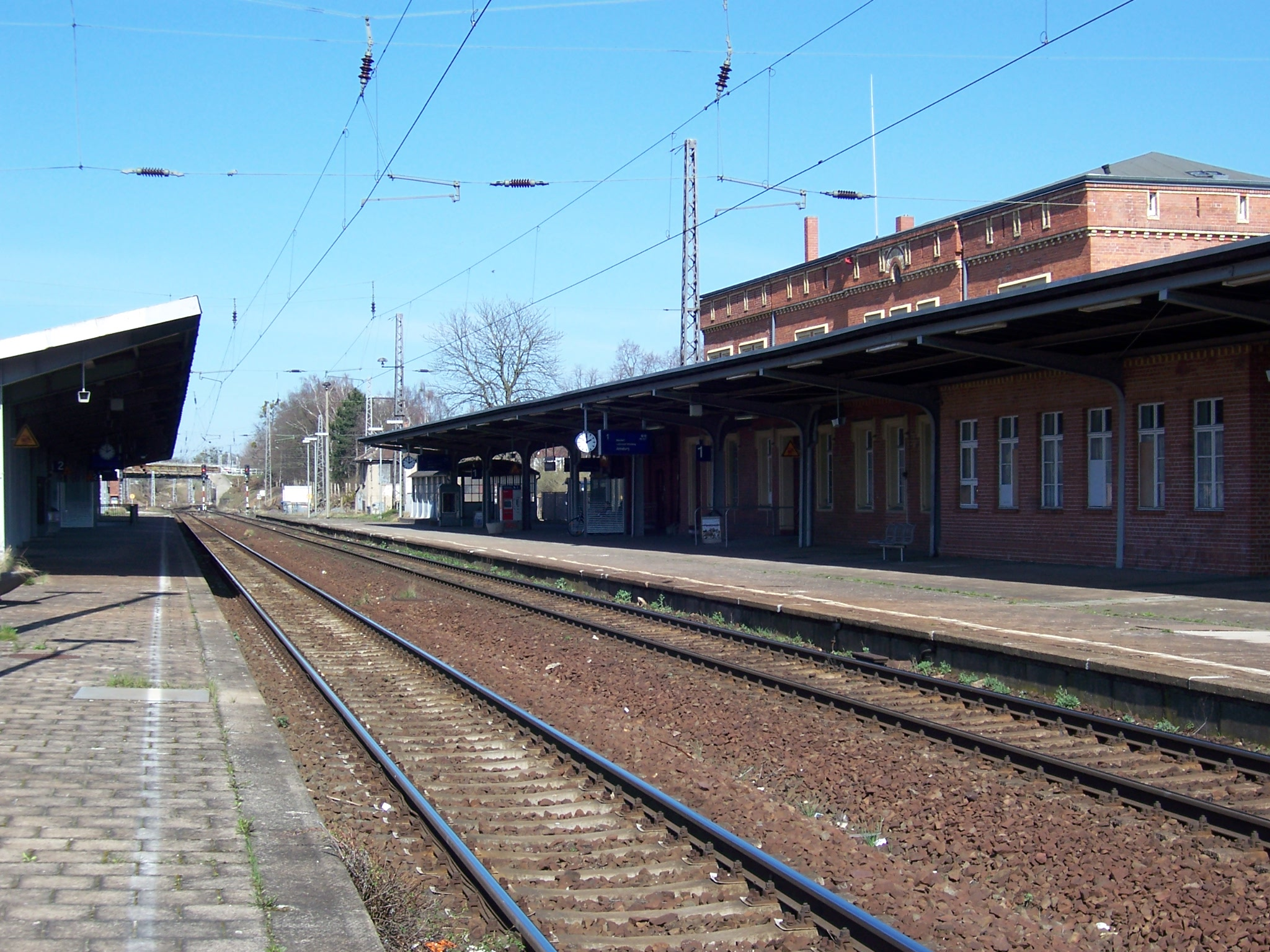
Bahnhofsgebäude, Gleisseite

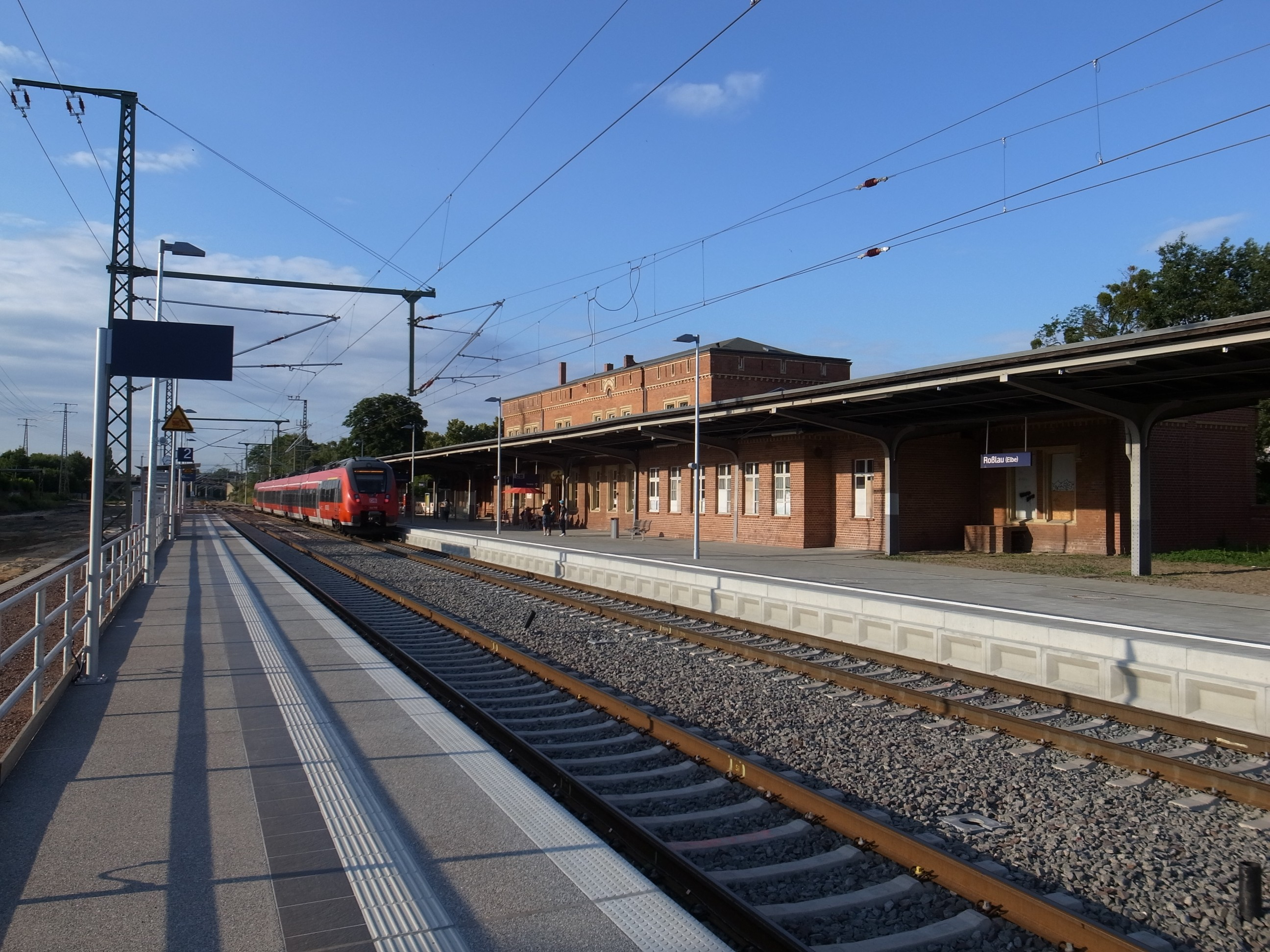
Bahnhof nach der Sanierung 2014

Ein großer Umbau des Personenbahnhofs erfolgte zwischen 1904 und September 1906. Der Mittelbahnsteig wurde angelegt und mittels Fußgängertunnel erschlossen sowie beide Bahnsteige überdacht. Der Umbau kostete 228.000 Mark. Auch der Güterbahnhof wuchs schrittweise weiter, so erhielt er im Jahre 1931 infolge der Verlegung des Rangierverkehrs vom aufgehobenen Dessauer Rangierbahnhof einen großen Verkehrszuwachs.
1923 konnte der elektrische Zugbetrieb aufgenommen werden, zuerst auf der Bahnstrecke Dessau–Roßlau–Zerbst.
1945 wurde die Fahrleitungsanlage als Reparationsleistung an die Sowjetunion abgebaut. 1958 wurde der Bahnhof Roßlau wieder an das elektrifizierte Streckennetz der Deutschen Reichsbahn angeschlossen, zunächst wurde die Strecke vom Güterbahnhof Roßlau nach Bitterfeld elektrifiziert. 1974 folgte die Strecke nach Zerbst und Magdeburg, 1985 die nach Lutherstadt Wittenberg. Zuletzt ging 1992 auf der Strecke nach Wiesenburg die Fahrleitung in Betrieb.
Das Bahnhofsgebäude inkl. 1.200 m² Grundstück wurde im April 2013 versteigert.

## Umbau und Modernisierung
2018 bis 2022 erfolgt ein umfassender Umbau mit einer grundlegenden Sanierung der Gleis- und Oberleitungsanlagen des Eisenbahn-Verkehrsknotens Roßlau/Dessau und somit auch der Anlagen in Roßlau. Der Spurplan des Bahnhofs wurde vereinfacht und ein elektronisches Stellwerk errichtet. Am Personenbahnhof wurden der überdachte Mittelbahnsteig sowie das Gleis 3 zurückgebaut, es entstand ein neuer Seitenbahnsteig am Gleis 2. Auch die Kante des Hausbahnsteigs wurde erneuert.
Im Zuge des Umbaus wurde der nördliche Personentunnel teilweise abgebrochen, eine Fußgängerüberführung mit Aufzügen ersetzt ihn seit 2021.
2018 bis 2021 erfolgte auch ein Umbau des Güterbahnhofs mit der Einbindung der Strecken aus Wittenberg und Wiesenburg. Erneuert wurden unter anderem die Gleise und Oberleitungen, die Sicherungstechnik sowie zwei Eisenbahnüberführungen und ein Kreuzungsbauwerk. Letzte Arbeiten werden im August 2022 abgeschlossen. Zudem werden in der Nähe der Ortsbereiche Lärmschutzwände errichtet. Rund 100 Millionen Euro werden hierfür investiert.
Zum Fahrplanwechsel am 11. Dezember 2021 ging das neue Stellwerk in Betrieb und der Zugverkehr wurde wieder aufgenommen.

## Verkehrsanbindung
Der Bahnhof Roßlau (Elbe) bietet Anbindungen nach Nordosten in die Bundeshauptstadt Berlin, nach Nordwesten an die Landeshauptstadt Magdeburg, nach Osten zur Lutherstadt Wittenberg sowie in südlicher Richtung über Dessau nach Halle (Saale) und Leipzig. Bedient wird er ausschließlich von Regional-Express-Zügen und Regionalbahnen.
Der Bahnhof ist auf der Straße durch eine Bushaltestelle, Taxistellplätze sowie P&R- und Kurzzeitparkplätze erschlossen.
| Linie                    | Linienverlauf                                                                        | Takt (min)                                          | EVU              |
| ------------------------ | ------------------------------------------------------------------------------------ | --------------------------------------------------- | ---------------- |
| RE 7                     | Dessau – Roßlau – Bad Belzig – Berlin – Königs Wusterhausen – Lübbenau – Senftenberg | 060                                                 | DB Regio Nordost |
| RE 13                    | Leipzig – Delitzsch – Bitterfeld – Dessau – Roßlau – Zerbst – Biederitz – Magdeburg  | 060                                                 | DB Regio Südost  |
| RE 14                    | Dessau – Roßlau – Coswig – Lutherstadt Wittenberg – Annaburg – Falkenberg            | einzelne Züge                                       | DB Regio Südost  |
| RB 51                    | Dessau – Roßlau – Coswig – Lutherstadt Wittenberg – Annaburg – Falkenberg            | 060 (Dessau–Wittenberg) 120 (Wittenberg–Falkenberg) | DB Regio Südost  |
| Stand: 15. Dezember 2024 |                                                                                      |                                                     |                  |